# La Ferrassie

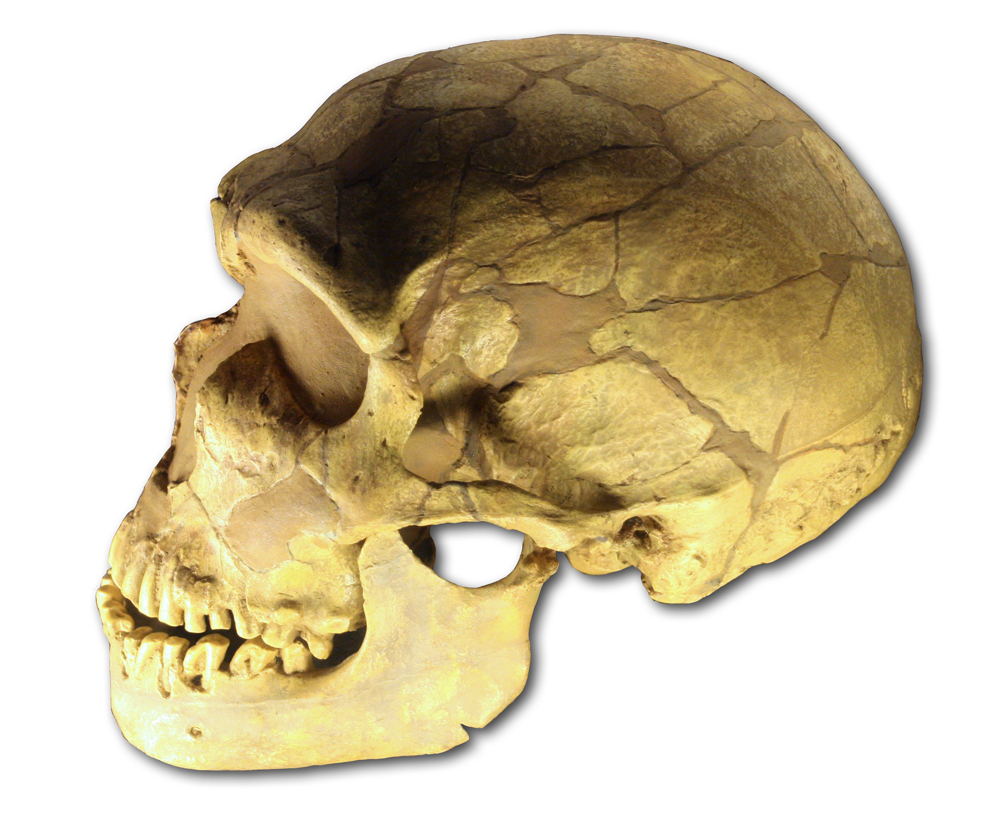
Czaszka dorosłego neandertalczyka (La Ferrassie 1)

La Ferrassie – stanowisko archeologiczne znajdujące się w dolinie rzeki Vézère we francuskim departamencie Dordogne, pomiędzy miejscowościami Savignac-de-Miremont i Le Bugue. Obejmuje głęboką i rozległą jaskinię, otoczoną przez dwa nawisy skalne. Od 1960 roku posiada status monument historique, w kategorii classé (zabytek o znaczeniu krajowym).
Pierwsze prace wykopaliskowe na stanowisku przeprowadził w 1896 roku M. Tabanou, kontynuowali je Denis Peyrony na początku XX wieku i Henri Delporte na przełomie lat 60. i 70. Bogata sekwencja stratygraficzna obejmuje poziomy mustierskie, szatelperońskie, oryniackie i graweckie. W warstwach mustierskich, datowanych na ok. 70 tys. lat, odkryto między 1909 a 1921 rokiem szczątki ośmiu neandertalczyków, w tym 2 osobników dorosłych, 3 młodzieńców, 1 noworodka i 2 płody.